# Dapeng International Plaza
Le Dapeng International Plaza est un gratte-ciel de 269 mètres construit en 2007 à Canton en Chine. 